# Volovské vrchy
Die Volovské vrchy (wörtlich „Volovecer Berge“) sind ein Teilgebirge im Osten des Slowakischen Erzgebirges und dessen größter Teil. Die maximale Ausdehnung des Gebirges beträgt etwa 70 × 30 km. Die höchste Erhebung heißt Zlatý stôl (1322 m n.m.), seinen Namen hat das Gebirge nach dem Berg Volovec. Die Höhenrücken sind zumeist 800–1100 m n.m. hoch.
Das Gebirge ist fast vollständig bewaldet, am häufigsten kommt Fichten- und Tannenwald vor, im Süden befindet sich vereinzelt auch Buchen- und Eichenwald.
Das Gebirge grenzt an die Hornádska kotlina (Hornád-Becken) im Norden, Čierna hora („Schwarzer Berg“) im Nordosten, Košická kotlina (Kaschauer Becken) im Südosten, den Slowakischen Karst und Rožňavská kotlina (Rosenauer Becken) im Süden und den Zips-Gemer Karst im Nordosten. Einige Ortschaften am Rande des Gebirges sind Rožňava (Rosenau), Dobšiná (Dobscha), Markušovce (Marksdorf,), Krompachy (Krompach), Košice (Kaschau) und Medzev (Metzenseifen). Im Gebirge befinden sich alte, historisch deutsch geprägte Bergwerksstädte wie Gelnica (Göllnitz), Rudňany (Kotterbach) oder Smolník (Schmöllnitz) und weitere, in denen Gold, Silber, Kupfer, Quecksilber und Eisenerz gefördert wurden.
Die Volovské vrchy werden weiter unterteilt in:
- Havranie vrchy („Raben-Berge“)
- Knola
- Zlatý stôl („Goldener Tisch“)
- Hnilecké vrchy („Hnilec-Berge“)
- Pipitka
- Kojšovská hoľa
- Holička

Fast das ganze Gebirge wird als Vogelschutzgebiet geführt.